# Småtjärnarna (Degerfors socken, Västerbotten, 718015-167007)
Småtjärnarna är en sjö i Vindelns kommun i Västerbotten och ingår i Umeälvens huvudavrinningsområde.